# Remix City, Volume 1
Remix City, Volume 1 è una raccolta di successi, in versione remix, del cantante R&B R. Kelly.

## Tracce
1. Slow Down (Hey Mr. DJ) / After The Party's Over (Singin' Remix) - 5:05 - (R. Kelly, T. Blatcher, M. Jefferson)
2. Sex Me (Part II) (Extended Street Version) - 5:53 - (R. Kelly)
3. Bump N' Grind (Old School Mix) - 4:22 - (R. Kelly)
4. Your Body's Callin' (His & Hers Extended Remix) - 4:57 - (R. Kelly)
5. I Can't Sleep Baby (If I) (Remix Radio Version) - 4:03 - (R. Kelly)
6. Down Low (Nobody Has to Know) (Live To Regret It/Blame It On The Mo Mix) (featuring Ronald Isley) - 4:28 - (R. Kelly)
7. I Wish (To the Homies That We Lost Remix) - 5:15 - (R. Kelly)
8. Feelin' On Yo Booty (Hypnosis Mix) - 3:14 - (R. Kelly)
9. I Mean (I Don't Mean It) - 3:25 - (R. Kelly)
10. Ignition (Remix) - 3:05 - (R. Kelly)
11. Step in the Name of Love (Remix) - 7:11 - (R. Kelly)
12. Slow Wind (Remix) (featuring Sean Paul & Akon) - 4:13 - (R. Kelly, S.P. Henriques, A. Thiam)
13. Burn It Up (Remix) (featuring Fat Joe, Wisin & Yandel) - 4:32 - (R. Kelly, F. Saldana, V. Cabrera, Wisin & Yandel, J. Cartagena)
14. Feelin' On Yo Booty (Dirty South Mix) (featuring YoungBloodz) - 3:27 - (R. Kelly, S. Joseph, J. Grigsby)